# آني ريتش
آني ريتش (بالإنجليزية: Annie Reich؛ بالألمانية: Annie Reich) هي طبيبة نفسية أمريكية ونمساوية، ولدت في 9 أبريل 1902 في فيينا في النمسا، وتوفيت في 5 يناير 1971 في بيتسبرغ في الولايات المتحدة.